# Амері (футбольний клуб)
ФК «Амері» Тбілісі (груз. საფეხბურთო კლუბი ამერი თბილისი) — колишній грузинський футбольний клуб з Тбілісі, заснований 2002 року та розформований у 2009 році. Виступав у Лізі Пірвелі. Домашні матчі приймав на однойменному стадіоні, потужністю 1 000 глядачів.

## Титули і досягнення
- Володар Суперкубка Грузії (2): 2007, 2006
- Володар Кубка Грузії (2): 2006, 2007